# Prosvjeta
Prosvjeta – serbskie stowarzyszenie literacko-kulturalne działające w Chorwacji z siedzibą w Zagrzebiu.
Organizacja zrzesza przedstawicieli serbskiej mniejszości narodowej. Wydaje czasopismo o tej samej nazwie. Od 1994 roku wydaje także czasopismo naukowe Artefakti: izvori za historiju Srba u Hrvatskoj. Prowadzi także archiwum, bibliotekę i Muzeum Serbów w Chorwacji.
Została założona 18 listopada 1944 w Glinie. Jej pierwszym prezesem był Dane Medaković. Na początku lat 80. XX wieku została rozwiązana decyzją sądu, a działalność kontynuowało jedynie wydawnictwo. W 1990 roku Prosvjeta została reaktywowana.